# John Hewitt (herpétologiste)
Pour les articles homonymes, voir John Hewitt et Hewitt.
John Hewitt est un zoologiste sud-africain d'origine britannique, né le 23 décembre 1880 à Dronfield, Sheffield et mort le 4 août 1961 à Grahamstown.

## Biographie
Il est l'auteur de plusieurs travaux en herpétologie qui aboutirent à la création de nouvelles espèces.
Passionné très jeune d’histoire naturelle, il passe un Bachelor of Arts au Jesus College de Cambridge en 1903. De 1905 à 1908, il est conservateur du muséum de Kuching de Sarawak. En 1909, il part en Afrique du Sud comme assistant responsable des vertébrés inférieurs au Transvaal Museum de Pretoria puis, en 1910, directeur du muséum Albany de Grahamstown. Malgré un certain isolement et de maigres moyens, il enrichit considérablement le muséum. Un incendie détruit, en septembre 1941, l’intégralité du bâtiment et des collections. Cette catastrophe le conduit à abandonner ses recherches et Hewitt s’oriente vers l’archéologie.

## Distinctions
John Hewitt est membre de la Société royale d'Afrique du Sud.

## Source
- Kraig Adler (éd.) : Contributions to the History of Herpetology, Society for the Study of Amphibians and Reptiles, St. Louis, Mo. 1989, p. 80